# 巴蜀
巴蜀，又称为川渝，是中国西南部重庆市与四川省的合称，历史上其范围还包括与四川盆地文化联系密切的汉中盆地、湖北宜昌等地，屬於汉地的一部分，也屬梁州地區，巴蜀地区中的蜀国地区由于历史悠久、物产丰富、风光秀丽，自古被誉为“天府之国”，而深处丘陵地区的原巴国则人烟稀少。
“巴蜀”得名于先秦时期存在于重庆四川的两个国家：巴国与蜀国。“四川”则得名于北宋真宗咸平年间在四川地区设立的简称为“四川路”的“川峡四路”：益州路、梓州路、利州路与夔州路。川渝地区（巴蜀地区）由于地处丘陵、盆地的相对封闭的自然条件，在语言、饮食、风俗、艺术等各方面自成一体却也各不相同，拥有有别于中国其它地区的独特的地方文化，历史上也曾经建立过包括成家、蜀汉、成汉、西蜀、前蜀、后蜀、李蜀、大夏和大西在内的众多独立国家。重庆四川地区同时也在中国历史上几度扮演极其重要的角色，历时52年的重庆合川钓鱼城抗战延迟了南宋的灭亡，四川保路运动给辛亥革命的爆发和成功创造条件。而中国抗日战争时期，国民政府迁都重庆，重庆作为中国的大后方不仅承担国民政府三分之一以上的支出，而由大量重庆四川地区的袍哥组成的川军抗战伤亡人数也占到中国全国官兵伤亡人数的五分之二。
時至今日，川渝兩省市的總人口超過一億，是中国西南地区經濟最為發達的地區。

## 文化

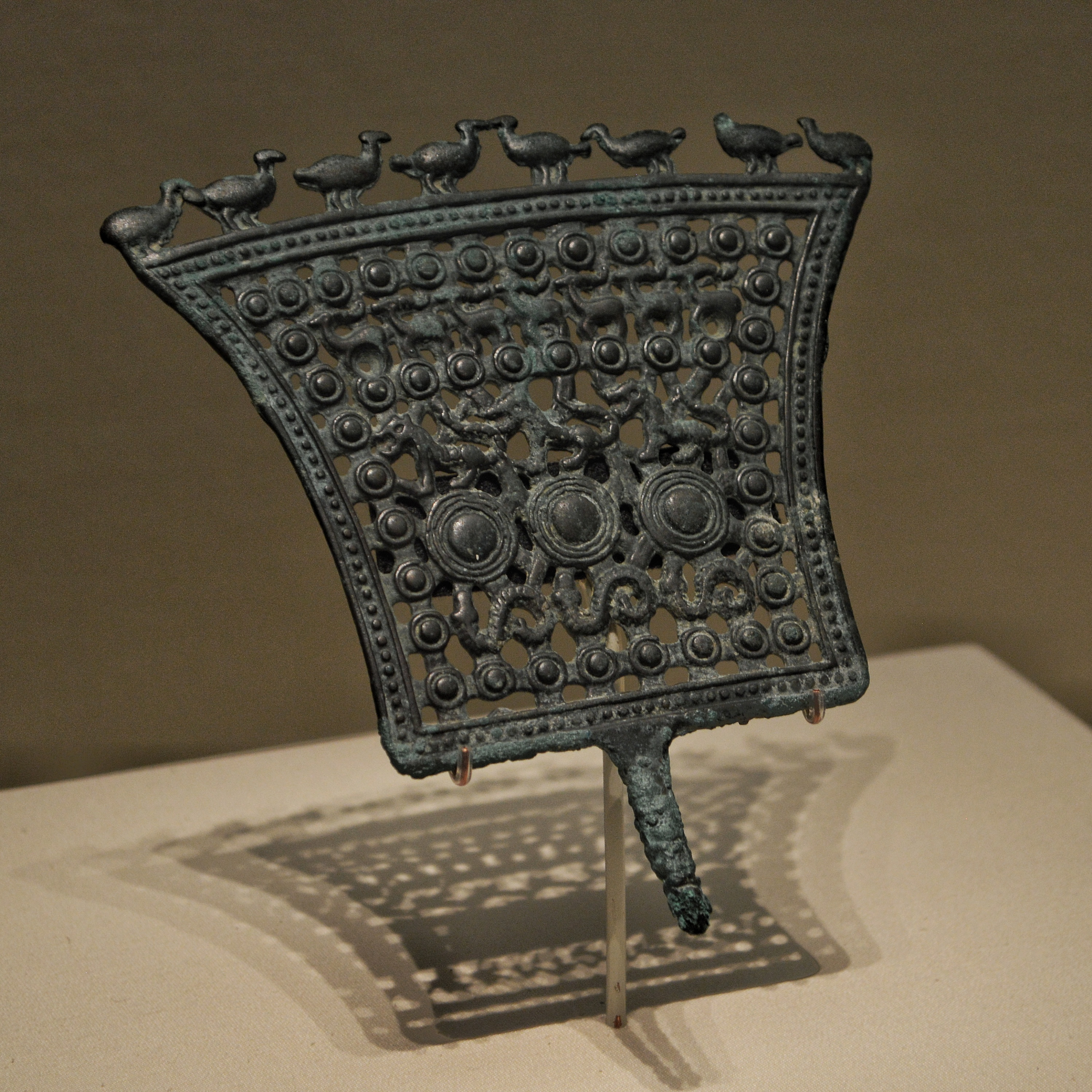
扇形青銅牌飾，古蜀–戰國時期

秦灭巴蜀后，原本拥有独立文化体系的四川地区逐渐被纳入中原文化体系，但由于地处盆地的相对封闭的自然条件，在四川地区逐渐发展出了有别于中原地区的独特的地方文化與認同意識（盆地意識）。虽然在巴蜀时期，巴文化与蜀文化之间交流就十分密切，并且相对于中原文化具有一定的共同特征，但巴蜀地区形成统一的文化，成为一个相对独立的文化区域的时间为汉朝。在宋末元初、元末明初和明末清初，四川地区三次经历了长期战乱，经济凋敝，人口锐减，使自巴蜀时期以来一直繁荣的巴蜀文化遭受重创。之后的清初“湖广填四川”的大移民运动奠定了现今巴蜀文化的基础，并使其独特性保留至今，同时形成了以四川话、川剧、川菜、川酒、川茶、川盐、川药、川江、川军、蜀绣、蜀锦、蜀学等为代表的具有强烈地方特色的文化符号。

### 语言

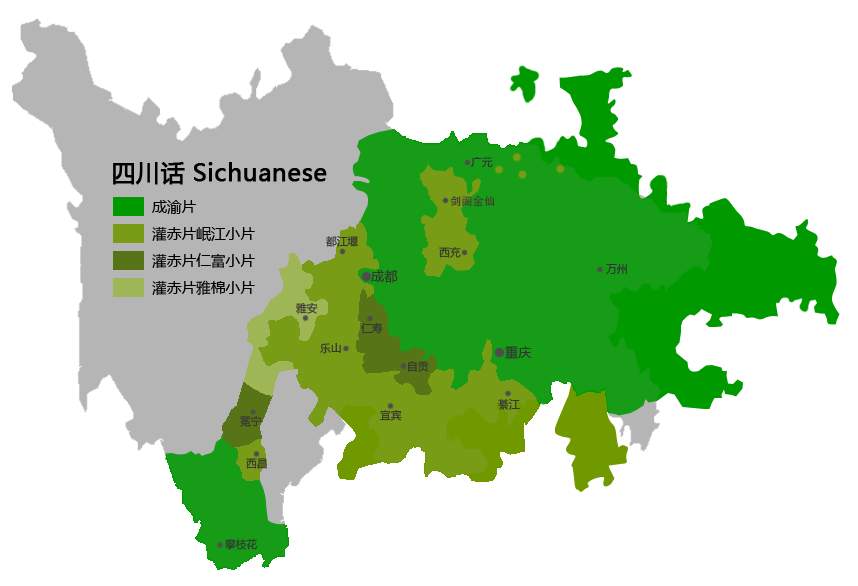
四川话分布图

四川话是流行于四川地区的主要语言，属汉语西南官话，与北方官话和湘语、赣语、客家话等南方汉语都有一定的相似之处，是一种带有过渡性质的南方官话，大致包括西南官话成渝小片（成渝话）及西蜀片（西蜀话）。四川话目前约有1亿2千万的使用者，如果把它当成一种独立语言，其使用者人数居于世界所有语言第10位，次于日语，多于法语。现今四川话形成于明末清初“湖广填四川”的大移民运动时期，是由来自湖广、广东、江西、陕西等地的各地移民方言逐渐演变融合而形成的。成都话是川剧和各类曲艺的标准音，但四川话本身并没有标准音。
除四川话外，四川地区较为常见的语言还有土广东话（属客家话）和老湖广话（属湘语）等，其都以方言岛的形式分布于四川各地。其中土广东话使用者主要集中于成都平原周边丘陵、川中丘陵和川北山区等地，人口约100万；而老湖广话使用者主要集中于沱江中上游丘陵等地，人口约90万。由于四川话在四川地区的强势地位，一般而言，土广东话与老湖广话的使用者同时也是四川话的使用者。

## 艺术
四川地区传统艺术起源于巴蜀时期，历史悠久，种类丰富多样，并且具有强烈的地方特色。四川传统艺术主要包括以川剧、川昆、灯戏、四川清音、四川扬琴、四川竹琴、金钱板等为代表的传统戏剧曲艺；以川江号子等四川民歌和蜀派古琴、洞经音乐等为代表的传统音乐；以蜀锦、蜀绣、银花丝工艺、瓷胎竹编、成都及重庆漆艺、绵竹及梁平年画、川派盆景等为代表的传统工艺美术；以四川民居、四川园林为代表的传统建筑艺术和本土文学等。

### 川剧

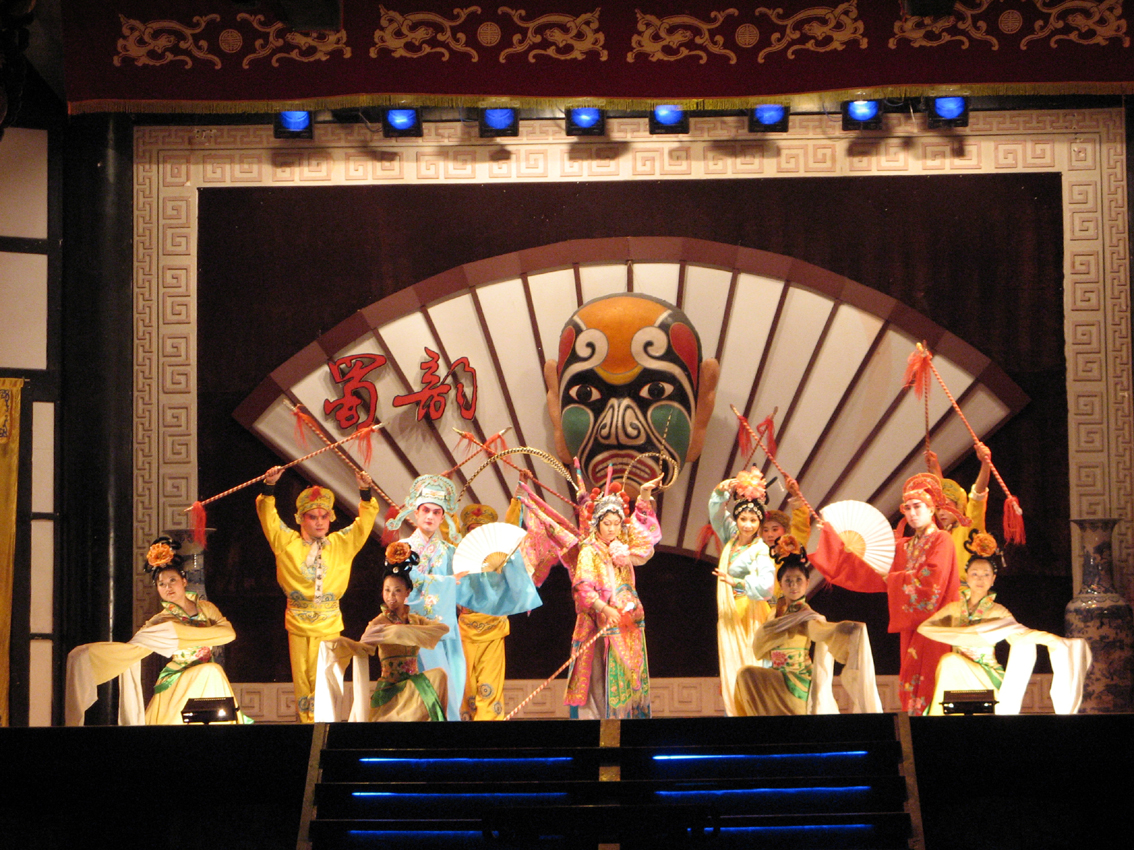
武侯祠戏台的川剧表演

川剧是流行于四川地区和邻近的云南、贵州部分区域的主要戏剧剧种，因变脸、藏刀、吐火等绝活而闻名于世。清初的“湖广填四川”大移民运动中，各省移民大量入川，其带来的各省戏剧艺术与四川本土原有的形成于明朝的“川戏”等艺术形式相结合，逐步演变发展，在18世纪中期的清乾隆年间形成了现今的川剧艺术，迄今已有近300年历史。川剧唱腔由独自起源的高腔、昆腔、弹戏、胡琴和灯戏五大声腔“五腔共和”而成，这也是川剧唱腔的最显著特点。川剧分小生、旦角、生角、花脸和丑角五个行当。
川剧拥有被称为“四条河道”的四大流派：川西河，又称为成都河、上河，以成都为中心流行于川西坝子一带，以胡琴为特色，形成独特的“坝调”；资阳河，又称为川南河、中河，流行于川南，以高腔为主，艺术风格最为谨严；川北河，以弹戏为主，流行于川北；下川东河，又称为重庆河、下河，以重庆为中心流传于川东，特点是戏路杂，声腔多样化。20世纪中期之后，各流派差别在逐渐缩小。除川剧外，四川地区还流行有由昆曲演变而来的川昆（川剧声腔“昆腔”的原型）、起源于四川传统民俗活动的灯戏（川剧声腔“灯戏”的原型）、木偶戏、皮影戏等剧种。

### 曲艺
四川地区传统曲艺最迟起源于汉代，目前在巴蜀地区出土的汉代说唱俑多达上百件，是中国出土汉代说唱俑最多的地区。唐宋时期，巴蜀地区曲艺进一步发展，并且广为流行。目前四川地区的传统曲艺主要成型于明末清初的“湖广填四川”大移民运动时期，此时湖广、广东、江西、陕西等地的各种说唱形式随移民流入巴蜀，逐渐与巴蜀传统曲艺融合，发展成为新的成熟的曲种，并在民国初年发展达到高潮。四川地区的传统曲艺种类包括四川清音、四川扬琴、四川竹琴、金钱板、四川评书、四川相书、四川谐剧、四川荷叶、四川盘子、四川花鼓、四川莲萧等。

### 音乐
川渝地区传统音乐起源于巴蜀时期，广汉三星堆遗址、成都金沙遗址、成都羊子山遗址、涪陵小田溪遗址等巴蜀时期遗址中均有大量乐器出土，且形制与此时中原地区同类乐器有所差异，表现出了此时巴蜀地区音乐文化的独特性，巴渝舞也起源于此时，并成为汉代重要的宫廷乐舞。唐宋时期，巴蜀地区音乐发展到鼎盛时期，杜甫居于成都时曾以“喧然名都会”、“锦城丝管日纷纷”来形容此盛况。唐时发展形成了蜀国弦，并在前后蜀时期进而发展成为蜀宫伎乐。
现今巴蜀地区传统音乐的音调结构特色鲜明，大致可分为蜀羽体系与蜀徵体系两类。流传至今的巴蜀地区传统音乐主要包括洞经音乐、蜀派古琴和四川民歌。洞经音乐起源于古蜀人的祭祀音乐，自唐代便开始在巴蜀地区流行，并一直传承至今，堪称古代音乐的“活化石”；蜀派古琴起源于汉代，并在清代最终成型，成为古琴的一个重要流派，现世流传的古琴名曲《流水》便是蜀派古琴的代表作；四川民歌包括以川江号子为代表的劳动号子和山歌、小调等，代表曲目包括《太阳出来喜洋洋》、《黄杨扁担》、《康定情歌》等。

## 地理

### 自然地理
四川盆地

### 传统区划
川西地区（成都市、德阳市、绵阳市、眉山市），川北地区（南充市、广元市、遂宁市、达州市、巴中市），川南地区（宜宾市、自贡市、内江市、泸州市、乐山市），川东地区（重庆市主城区及其周边各区县、原万县市地区各区县、原涪陵市地区各区县、广安市），川中地区（资阳市），另有时川东地区的原万县市地区各区县专作下川东地区。